# Жаніна Мірчевська
Жані́на Мірче́вська (словен. Žanina Mirčevska; нар. 1967, Скоп'є, Македонія) — словенська письменниця, драматург.

## Життєпис
Жаніна Мірчевська народилася 1967 року в Скоп'є, де закінчила Академію драматичного мистецтва, а потім продовжила аспірантуру з драматургії в Любляні, де 1995 року здобула ступінь магістра. Вона працює драматургом над широким колом постановок у Словенії та за кордоном, є авторкою численних професійних есеїв про драматургію.
Вона живе та працює у Словенії як фриланс-письменниця. Також є професором драматургії в Академії театру, радіо, кіно та телебачення в Любляні. Перш ніж бути обраною на цю посаду, вона прочитала онлайн-лекцію у квітні 2020 року на тему «Драматичне письмо в умовах гострої кризи людства».
Зі своїми драматичними текстами вона три роки поспіль потрапляла до короткого списку премії імені Славка Ґрума: у 2005 році з драмою «Прання», у 2006 році з драмою «На дощовій стороні» та у 2007 році з драмою «Горло». «Тексти різні за формою та мотивом, але мають спільну ідеологічну відправну точку, а саме питання людяності в сучасному світі. Характерним для всіх трьох драм є те, що вони зосереджені на деяких фундаментальних характеристиках сучасної цивілізації, а саме: перша — залежність людини від бажань, друга — жадібність до майна та пов'язаний з цим страх втрати, і третя — глобальна жадібність. Три драматичні тексти, перелічені вище, можна читати як притчі, що розкривають сучасні гріхи людства. Ці гріхи перетворюються на історії, часто всіяні казковими образами та фантастичними елементами, в яких також виходять назовні темні сторони людини (кожного), що виражаються через насильство, жорстокість та садизм».
У 2009 році Жаніна Мірчевська за «Крах „Атласа“» отримала нагороду імені Славка Ґрума — словенську премію за найкращий драматичний твір.

### Драми
- День гніву (1990)
- Місце, де я ніколи не був (1996)
- Вертер і Вертер (2004)
- Розплутування (2004)
- На дощовій стороні (2005)
- Горло (2006)
- Суд (2007)
- Крах «Атласа» (2009)

### Лялькова вистава
- Добрий Злий (2005)

### Лібрето балету
- Кривава графиня (1995)

### Сценарій для короткометражного фільму
- Зникнення Сюзани Арсової (1991)